# Gilles Épié
 (juin 2017).
Gilles Epié (Nantes, 1958) est un chef cuisinier français. C'est le plus jeune chef à recevoir la prestigieuse étoile du guide Michelin, à 22 ans. Actuellement, il officie au Montage Beverly Hills

## Carrière
Gilles Epié commence à travailler à quatorze ans, comme apprenti, et s'entraîne avec Alain Senderens et Alain Ducasse chez Lucas Carton, à Paris. Il parcourt ensuite le monde et se frotte aux différentes cuisines. Quelques années plus tard, il revient à Paris et y reçoit l'Étoile Michelin en 1989 pour son restaurant Le Miravile. Il est alors le plus jeune chef étoilé de France,.
Il continue de travailler à Paris comme chef de plusieurs restaurants : Le Miravile (propriétaire, Paris), La Petite Cour (Saint-Germain, Paris).
Après son expérience à Paris, il part en 1995, sans parler un mot d'anglais explorer la cuisine aux États-Unis. Il est chef de cuisine à L'Orangerie (Los Angeles), où il introduit une note provençale. En moins d'un an, il est élu Meilleur Chef d'Amérique de 1996 par le Magazine Food & Wine,,. Quand il prend la tête du restaurant, les tables vides sont à réserver, et l'établissement passe de trois à cinq étoiles en six mois[réf. à confirmer].
Plus tard, il achète et exploite à Beverly Hills le restaurant Chez Gilles avec pour partenaire Jean Denoyer.
Avec sa cuisine franco-californienne, il impressionne des stars de cinéma, des mannequins et hommes politiques. Il cuisine notamment pour Frank Sinatra (80e anniversaire), Sophia Loren (anniversaire), George H. W. Bush, Bill Clinton, Ronald Reagan et Gerald Ford. Il cuisine aussi pour le roi de Suède, l'émir du Qatar, Bruce Springsteen, Slash, Sharon Stone, Gregory Peck, Richard Gere, Elizabeth Taylor et la princesse Diana[source insuffisante].
Après dix ans passé aux États-Unis, Gilles Epié décide de retourner à Paris pour réaliser son rêve d'y ouvrir son propre restaurant. C'est en compagnie de sa femme, ancien mannequin et actrice, Elizabeth Epié, qu'en 2005 le Citrus Étoile voit le jour. Il nomme le restaurant en l'honneur de son ami Michel Richard et de son restaurant de Los Angeles L'Orangerie,,. 
Le Citrus Étoile est rapidement choisi comme membre de Châteaux & Hôtels Collection - Tables remarquables,,. 
Actuellement, le chef Epié est consultant culinaire et correspondant pour la BBC. En 2011, il est invité à se joindre au site de média social Whosay. En février 2012, il officie avec quatre autres chefs étoilés par le Guide Michelin sur le MSC Splendida, dans le cadre d'une croisière gastronomique. En 2012, il est invité à faire partie de la célébration du 25e anniversaire du restaurant Le Louis XV d'Alain Ducasse à Monte-Carlo. Le Chef Epié et son fils, Renald, ont également été présentés dans un petit groupe de grands chefs dans le livre “La Truffe” au restaurant de la Maison de la truffe pour célébrer son 80e anniversaire en novembre 2012 avec 80 recettes à la truffe.
En 2013, le Citrus Étoile reçoit le Tripadvisor Certificat d'excellence, qui récompense dix des meilleurs établissements dans le monde, notés par les voyageurs. En avril 2013, Gilles Epié ouvre un Bistro au terminal international 2 de l'aéroport Charles-de-Gaulle près de Paris : le Frenchy's se présente comme une brasserie parisienne de style avec 150 places.
En 2018, il repart aux États-Unis, d abord comme chef du Juvia à Miami, puis du Montage Beverly Hills.

## Style de cuisine
Le chef Épié créé des plats français classiques avec des accents américains. La Californie influence le style de cuisine du chef, qui cuisine aussi pour ceux qui ne veulent pas prendre de poids, avec des emprunts aux cuisines japonaise, coréenne, chinoise et mexicaine. Il est renommé pour ses foies gras, sans beurre ni crème.[source insuffisante]
Pour lui aussi, le secret d'un bon plat, ce sont des ingrédients frais.
Pour être davantage suivi dans le monde, le Chef Épié renonce à utiliser la viande de porc. Il ne croit pas à des chefs qui prétendent avoir des recettes transmises de génération en génération ou d'ingrédients secrets. Il dispose également d'un livre de cuisine en ligne gratuit.

## La télévision
En 2011, le Chef Epié est l'invité de l'épisode Messmer de l'émission "Plus qu'un hypnotiseur". Gilles Epié termine la première saison (16 épisodes) de son émission de télé-réalité en France pour Canal+ et Cuisine+, Dans la vraie vie d'un Grand Chef, qui dispose de son propre restaurant, où il travaille aux côtés de son épouse Elizabeth et de son fils Renald,.

## Récompenses
- 2013 Tripadvisor Certificat d'excellence, le Citrus Étoile
- 2008 Meilleur Restaurant de Paris pour en faire “un déjeuner d'affaires”, le Citrus Étoile
- 2006 les 100 Meilleurs Restaurants chaud dans le monde par Condé Nast Traveler 2006, le Citrus Étoile
- 2006 Citrus Étoile mentionné comme un “doit visiter” nouveau restaurant à Paris par le NY Times et Condé Nast Travel
- 1996 Best New Chef de cuisine, Food & Wine Magazine
- 1989 Étoile au guide Michelin